# Madaí Pérez
Madaí Pérez Carrillo (Tlaxcala, 2 februari 1980) is een Mexicaanse langeafstandsloopster, die gespecialiseerd is in de marathon. Ze nam tweemaal deel aan de Olympische Spelen.

## Loopbaan
In 2003 werd Pérez nationaal kampioene op de 10.000 m. Op de Pan-Amerikaanse Spelen deed ze mee op de 10.000 m en werd vijfde. Ook maakte ze dat jaar haar marathondebuut in Chicago en finishte als twaalfde in 2:31.34. In 2004 werd ze tweede op de Rotterdam Marathon in 2:27.08.
Op de wereldkampioenschappen van 2005 in Helsinki finishte ze op de marathon als elfde in 2:26.50 en in hetzelfde jaar werd ze zesde op het wereldkampioenschap halve marathon.
In 2006 werd Madaí Pérez vierde op de Chicago Marathon in een Mexicaans record van 2:22.59. Het oude record was in handen van Adriana Fernández. Haar tussentijd op de 25 km van 1:23.26 was zelfs een Noord- en Midden-Amerikaans record.
Op 16 april 2007 veroverde ze een derde plaats op de marathon van Boston. 
Op de Olympische Spelen van 2008 in Peking behaalde ze een negentiende plaats in 2:31.47. Acht jaar later bij de Spelen van Rio verging het haar minder goed. Ze finishte als 32e in 2:32.42.
Sinds 2002 wordt Pérez getraind door Germán Silva. Ze is getrouwd met marathonloper Odilón Cuahutle.

## Titels
- Noord-Amerikaans en Centraal-Amerikaans kampioene halve marathon - 2000, 2002
- Mexicaans kampioene 10.000 m - 2003
- Mericaans kampioene 5 km - 2004
- Centraal-Amerikaans en Caribisch juniorenkampioene 5000 m - 1998
- Pan-Amerikaans juniorenkampioene 5000 m - 1999

## Persoonlijke records
Baan
| Onderdeel | Prestatie | Datum         | Plaats     |
| --------- | --------- | ------------- | ---------- |
| 1500 m    | 4.24,19   | 11 juli 2003  | Monterrey  |
| 3000 m    | 9.17,63   | 21 mei 2005   | Hermosillo |
| 5000 m    | 15.41,50  | 20 april 2012 | Walnut     |
| 10.000 m  | 31.30,23  | 4 mei 2008    | Palo Alto  |

Weg
| Onderdeel      | Prestatie    | Datum           | Plaats   |
| -------------- | ------------ | --------------- | -------- |
| 10 km          | 32.35        | 18 maart 2012   | New York |
| 15 km          | 49.24        | 21 maart 2010   | New York |
| 20 km          | 1:06.26      | 21 maart 2010   | New York |
| halve marathon | 1:09.45      | 21 maart 2010   | New York |
| 25 km          | 1:23.26 (AR) | 22 oktober 2006 | Chicago  |
| 30 km          | 1:40.12 (NR) | 22 oktober 2006 | Chicago  |
| marathon       | 2:22.59 (NR) | 22 oktober 2006 | Chicago  |

## Palmares

### 3000 m
- 1998:  Centraal Amerikaanse en Caribische jeugdkamp. in Georgetown - 9.52,37
- 1999:  Pan-Amerikaanse jeugdkamp. in Tampa - 9.38,44
- 2005:  Banamex in Hermosillo - 9.17,63
- 2005:  Galatletica Banamex in Monterrey - 9.23,26

### 5000 m
- 1999:  Mexicaanse kamp. in Monterrey - 16.41,21
- 1999:  Pan-Amerikaanse jeugdkamp. in Tampa - 16.50,77
- 2006:  Gala Banamex in Veracruz - 15.57,86
- 2006:  Centraal-Amerikaanse en Caribische Spelen - 16.19,38
- 2012:  Mount SAC Relays in Walnut - 15.41,50

### 10.000 m
- 1999:  Mt Sac Relays in Walnut - 32.22,99
- 1999: 4e Harry Jerome Meeting in Burnaby - 32.55,7
- 2002:  Mexicaanse kamp. in Veracruz - 33.46,25
- 2003:  Mount SAC Relays- Invitational in Walnut - 32.50,89
- 2003:  Centraal-Amerikaanse en Caribische Spelen - 33.56,17
- 2003: 5e Pan-Amerikaasne Spelen in Santo Domingo - 34.27,71
- 2006:  Kim McDonald in Palo Alto - 32.22,09
- 2010:  Centraal-Amerikaanse en Caribische Spelen - 34.57,05

### 5 km
- 2004:  Mexicaanse kamp. in Mazatlán - 16.01
- 2005: 5e 5 km van Carlsbad - 15.50

### 10 km
- 2002:  Gran Pacífico in Mazatlán - 33.20
- 2004:  Celestial Seasonings Bolder Boulder - 34.24
- 2008:  NYRR New York Mini - 32.48,7
- 2009:  Gran Pacífico in Mazatlan - 33.43
- 2013: 5e Bolder Boulder - 34.54,0
- 2016: 5e Atlanta Journal Constitution Peachtree Road Race - 33.40

### halve marathon
- 1999:  halve marathon van Monterrey - 1:12.27
- 1999:  halve marathon van Saltillo - 1:14.07
- 2000:  NACAC U25 kamp. in Monterrey - 1:25.02
- 2002:  NACAC U25 kamp. in San Antonio - 1:16.15
- 2002:  halve marathon van Zapopan - 1:15.52
- 2002:  halve marathon van Guadalajara - 1:14.10
- 2003:  halve marathon van Monterrey - 1:11.50
- 2003:  halve marathon van Saltillo - 1:12.48
- 2003:  halve marathon van Guadalajara - 1:13.52
- 2004:  halve marathon van Guadalajara - 1:12.20
- 2004:  halve marathon van Saltillo - 1:12.53
- 2004:  halve marathon van Chuhuahua - 1:13.26
- 2005:  halve marathon van Guadalajara - 1:14.20
- 2005:  halve marathon van Monterrey - 1:10.36
- 2005: 6e WK in Edmonton - 1:10.37
- 2005:  halve marathon van Chihuahua - 1:11.50
- 2006:  halve marathon van Guadalajara - 1:12.27
- 2006: 4e halve marathon van Monterrey - 1:12.16
- 2006: 4e halve marathon van Saltillo - 1:14.20
- 2006:  halve marathon van Zapopan - 1:13.33
- 2007:  halve marathon van Guadalajara - 1:12.38
- 2007: 5e halve marathon van New York - 1:11.20
- 2007:  halve marathon van Chihuahua - 1:13.28
- 2008:  halve marathon van Guadalajara - 1:12.53
- 2008:  halve marathon van New York - 1:10.26
- 2010:  halve marathon van New York - 1:09.45
- 2011:  halve marathon van Tempe - 1:11.49
- 2011:  halve marathon van Guadalajara - 1:13.26
- 2011:  halve marathon van Zapopan - 1:14.52
- 2012: 6e halve marathon van New York - 1:10.05
- 2013: 6e halve marathon van New York - 1:10.27
- 2013:  halve marathon van Guadalajara - 1:14.06
- 2013: 5e halve marathon van Chihuahua - 1:12.35
- 2016:  halve marathon van Boca del Rio - 1:17.2

### 30 km
- 2008:  Mexican Olympic Marathon Trials - 1:45.05

### marathon
- 2003: 11e WK - 2:26.50
- 2003: 12e Chicago Marathon - 2:31.34
- 2004:  marathon van Rotterdam - 2:27.08
- 2004: 9e New York City Marathon - 2:29.57
- 2005: 11e WK - 2:26.50
- 2006: 4e Chicago Marathon - 2:22.59
- 2007:  Boston Marathon - 2:30.16
- 2007: 15e WK - 2:35.17
- 2008: 19e OS - 2:31.47
- 2010: 14e Boston Marathon - 2:36.04
- 2010: 8e New York City Marathon - 2:29.53 (na DQ Inga Abitova)
- 2011: 14e marathon van Londen - 2:27.02
- 2011:  Pan Amerikaanse Spelen in Guadalajara - 2:38.03
- 2013: 7e Boston Marathon - 2:28.59
- 2013: 7e WK - 2:34.23
- 2016: 5e marathon van Hamburg - 2:29.27
- 2016: 32e OS - 2:34.42
- 2017: 4e Chicago Marathon – 2:24.44

### veldlopen
- 1999: 33e WK voor junioren - 23.00